# José Doncel y Ordaz
José Doncel y Ordaz (Salamanca, 1823-Badajoz, 1911) fue un sacerdote y escritor español.

## Biografía
Nació el 4 de febrero de 1823 en Salamanca. Canónigo de Badajoz, fue colaborador de los periódicos tradicionalistas madrileños La Esperanza y La Fé, además de la revista Escenas Contemporáneas. Cultivó la novela y el teatro y entre sus obras se encontraron títulos como Walisina, El italiano y la portuguesa, Kalminda ó la Torre negra, El astrólogo y la bruja, La hidalga de San Martín y La solterona. Falleció el 6 de enero de 1911 en Badajoz.